# Hugo López-Gattel
Hugo López-Gatell Ramírez, född 22 februari 1969 i Mexico City, är en mexikansk epidemiolog, forskare, professor och tjänsteman. Sedan 1 december 2018 är han chef för Undersekretariatet för förebyggande och främjande av hälsa i Mexikos ministerium för hälsa.

## Biografi
López-Gatell studerade vid Universidad Nacional Autónoma de México, där han avlade läkarexamen 1994. Sedan 1 december 2018 innehar han befattningen som chef för Undersekretariatet för förebyggande och främjande av hälsa.